# Kuusamo
Kuusamo – miasto i gmina w Finlandii w regionie Ostrobotnia Północna w podregionie Koillismaa. Populacja miasta na początku 2024 wynosiła 15 021 mieszkańców.
Kuusamo jest miastem turystycznym i głównym ośrodkiem sportów zimowych; średnio rocznie odwiedza je milion turystów. Jest miejscem organizacji wielu międzynarodowych zawodów, w tym skoków narciarskich (skocznia Ruka International Ski Stadium), narciarstwa biegowego i biathlonu.
Niedaleko miasta znajdują się turnia tundrowa ze skocznią narciarską Rukatunturi, najpopularniejszy obiekt turystyczny, oraz Park Narodowy Oulanka.

## Miasta partnerskie
- Avesta
- Hørning
- Askøy
- Opole